# Brea of Achnahaird
Brea of Achnahaird is een dorp in de Schotse lieutenancy Ross and Cromarty in het raadsgebied Highland in de buurt van Achiltibuie.